# Casandria ochraceobrunnea
Casandria ochraceobrunnea là một loài bướm đêm trong họ Noctuidae.